# Salamanca kommun, Chile
Salamanca är en kommun i Chile.   Den ligger i provinsen Provincia de Choapa och regionen Región de Coquimbo, i den centrala delen av landet, 170 km norr om huvudstaden Santiago de Chile.
Omgivningarna runt Salamanca är i huvudsak ett öppet busklandskap. Runt Salamanca är det mycket glesbefolkat, med 7 invånare per kvadratkilometer.